# Franz Wittmann (pilote de rallye, 1950)
Franz Wittmann Sr., né le 7 avril 1950, est un ancien pilote de rallye autrichien.

## Biographie
Ce pilote commence la compétition automobile en 1971, à peine âgé de 21 ans, conduisant successivement sur Volkswagen 1303S, BMW 2002, Opel Kadett GT, Porsche 911, Audi 80, Audi Quattro A1 puis A2, Volkswagen Golf GTI, Lancia Delta, Toyota Celica, et Toyota Corolla.
Il concourt en WRC de 1973, à son propre rallye national le Österreichische Alpenfahrt (Austrian Alpine Rally), jusqu'en 1989 au rallye d'Australie, engrangeant 66 points, pour 27 victoires d'étapes. Ses deux derniers podiums sont obtenus en toute fin d'engagement en mondial, avec Jörg Pattermann comme copilote de 1987 à 1989.
Sa carrière s'achève réellement 14 années plus tard, en 2003, en championnat d'Europe.
Son fils, Franz Wittmann Jr., est également devenu pilote automobile, animant essentiellement l'IRC, en 2009 et 2010.

## Palmarès
- Vainqueur de la Mitropa Cup: 1976 et 1977 (copilote Schatzl, sur Opel Kadett);
- Champion d'Autriche des Rallyes à onze reprises: 1976, 1977, 1978, 1979, 1980, 1983, 1984, 1988, 1989, 1992, et 2001 (à 51 ans alors);
- Vice-champion d'Europe des rallyes en 1978 (6e en 1974);
- 3e du championnat du monde des conducteurs WRC, en Groupe A: 1986.

### 1 victoire en WRC
| # | Course                         | Année | Copilote        | Voiture                                                   |
| - | ------------------------------ | ----- | --------------- | --------------------------------------------------------- |
| 1 | 18e Rallye de Nouvelle-Zélande | 1987  | Jörg Pattermann | Lancia Delta HF 4WD (du Funkberaterring Rally Team privé) |
- - 3e du rallye du Portugal en 1982, sur Audi Quattro officielle;
  - 3e du rallye d'Argentine en 1988, sur  Lancia Delta HF 4WD, du Lancia Rally Team Austria.

### 16 victoires en ERC
- 1984 et 2003: Rallye Jänner (à Pregarten, puis Freistadt) (Autriche - 10 victoires au total dans cette épreuve: record);
- 1983, 1988 et 1987: Rallye ARBÖ (à Vienne);
- 1984: rallye de Yougoslavie (à Lubjana);
- 1988, 1989, 1992 et 1993: Rallye Saturne (à Ljubljana);
- 1988, 1989, 1992 et 1993: Rallye Semperit (à Waidhofen) (Aut.);
- 1988 et 1989: Rallye Barum (à Gottwaldov) (Tch.);
  - et 4 secondes places, entre 1978 (rallye de Pologne) et 2001 (rallye Waldviertel).

### Quelques autres victoires en championnat d'Autriche
- Rallye Jänner: 1975, 1976, 1977, 1979, 1980, 1981, 1982, et 1983;
- Rallyes Jane-Doe Pyhrn Eisenwurzen, Wechselland, Burgenland, et ARBÖ (le tout en 2001, dernière année de championnat régulier);
- Rallye Seiberer: 1973 (alors sur VW Coccinelle 1302S avec Helmut Berger).

### Record
- Participation au record du monde FIA de la distance parcourue en 24 heures, Catégorie A1, Groupe 1 (classe 6), à bord d'une Volkswagen Polo Coupé GT le 31 août 1985 à Ehra Lessien (4995,2 kilomètres à 208.133 km/h de moyenne horaire, avec Ullrich Seiffert, P. Hofbauer, Jocki Kleint, Volker Cordlandwehr et Herbert Schuster)[1].